# Communauté de communes de la Plaine Jurassienne
La communauté de communes de la Plaine Jurassienne est une communauté de communes française située dans le département du Jura, en Franche-Comté, dans la région administrative Bourgogne-Franche-Comté.

## Composition
La communauté de communes est composée des 21 communes suivantes :

| Nom                    | Code Insee | Gentilé      | Superficie (km2) | Population (dernière pop. légale) | Densité (hab./km2) |
| ---------------------- | ---------- | ------------ | ---------------- | --------------------------------- | ------------------ |
| Chaussin (siège)       | 39128      | Chaussinois  | 16,82            | 1 576 (2022)                      | 94                 |
| Annoire                | 39011      | Annoiriens   | 15,69            | 423 (2022)                        | 27                 |
| Asnans-Beauvoisin      | 39022      |              | 16,24            | 724 (2022)                        | 45                 |
| Balaiseaux             | 39034      |              | 6,01             | 300 (2022)                        | 50                 |
| Bretenières            | 39077      | Bretenièrois | 4,11             | 44 (2022)                         | 11                 |
| Chaînée-des-Coupis     | 39090      |              | 5,04             | 185 (2022)                        | 37                 |
| Chemin                 | 39138      | Cheminois    | 9,14             | 317 (2022)                        | 35                 |
| Chêne-Bernard          | 39139      |              | 3,61             | 80 (2022)                         | 22                 |
| Les Essards-Taignevaux | 39211      |              | 5,4              | 247 (2022)                        | 46                 |
| Gatey                  | 39245      |              | 14,84            | 364 (2022)                        | 25                 |
| Les Hays               | 39266      |              | 6,8              | 351 (2022)                        | 52                 |
| Longwy-sur-le-Doubs    | 39299      | Longvociens  | 16,46            | 493 (2022)                        | 30                 |
| Molay                  | 39338      | Molaisiens   | 6,38             | 506 (2022)                        | 79                 |
| Neublans-Abergement    | 39385      |              | 11,64            | 549 (2022)                        | 47                 |
| Petit-Noir             | 39415      | Péniculliens | 20,52            | 1 063 (2022)                      | 52                 |
| Pleure                 | 39429      | Pleurois     | 5,07             | 437 (2022)                        | 86                 |
| Rahon                  | 39448      | Rahonnais    | 19,6             | 450 (2022)                        | 23                 |
| Saint-Baraing          | 39477      | Barinois     | 6,28             | 255 (2022)                        | 41                 |
| Saint-Loup             | 39490      |              | 9,58             | 239 (2022)                        | 25                 |
| Séligney               | 39507      | Sélinois     | 4,15             | 78 (2022)                         | 19                 |
| Tassenières            | 39525      | Tassenièrois | 6,64             | 396 (2022)                        | 60                 |

## Compétences
- Aménagement de l'espace
- Développement économique
- Protection et mise en valeur de l'environnement
- Mise en place d'un schéma directeur d'assainissement
- Politiques du logement et du cadre de vie
- Équipements collectifs.